# Passiflora racemosa
Passiflora racemosa is een passiebloem, die endemisch is in de deelstaat Rio de Janeiro in Brazilië. Het is de enige soort in de sectie Calopathanthus. De klimplant wordt vaak in botanische tuinen gehouden.
De plant heeft onbehaarde, hoekige, tot 5 m lange stengels. In de bladoksels ontspringen de ranken die daar geflankeerd worden door steunblaadjes. De bladstelen zijn tot 4,2 cm lang. De afwisselend geplaatste bladeren zijn leerachtig, glanzend en symmetrisch drielobbig, soms asymmetrisch drielobbig of ongelobd en ovaal en tot 12,5 × 14 cm groot.
In tegenstelling tot de meeste andere soorten passiebloemen, heeft Passiflora racemosa geen bloemen die aan nieuwe groeischeuten groeien, maar bloemen die groeien aan kale, 25-75 cm lange trossen (= racemes) aan laterale scheuten op tweejarig hout. De trossen bevatten vijf tot dertig, 8-10 cm brede helderrode bloemen, waarvan er per dag tot drie stuks geopend zijn. De kelkbladeren zijn tot 4,5 × 1,3 cm groot. Over het midden van de kelkbladeren loopt een kielachtige rand. De kroonbladeren zijn tot 4,3 × 1 cm groot. De corona bestaat uit drie rijen, waarvan de buitenste rij tot 1,2 cm lang zijn en wit of wit en paars geband is.
De vruchten zijn glad, langwerpig, licht hoekig en tot 7 × 3 cm groot.
Deze passiebloem is voornamelijk geschikt voor de warme kas, waar hij onder gunstige omstandigheden het hele jaar kan bloeien. De plant kan vermeerderd worden door zaaien of door topstekken. Tussenstekken kunnen wel wortelen, maar er komen geen groeischeuten aan. Omdat de plant op tweejarig hout bloeit moet er opgepast worden met snoeien.
Een bekende hybride is Passiflora ×violacea (Passiflora caerulea × Passiflora racemosa).

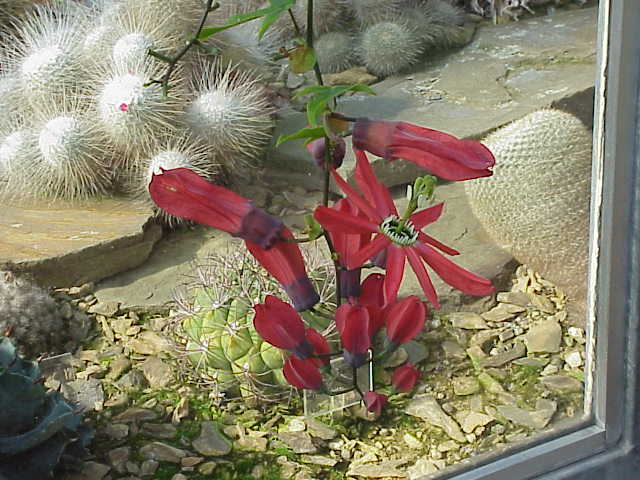
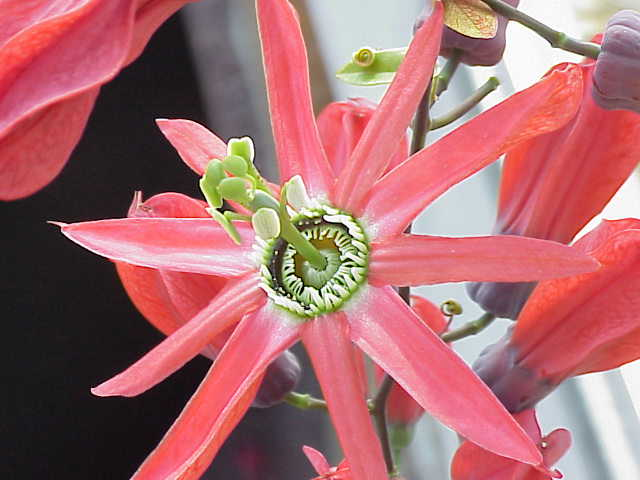
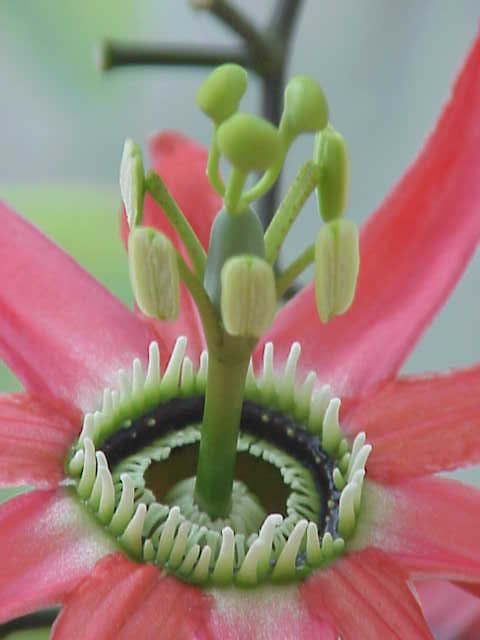
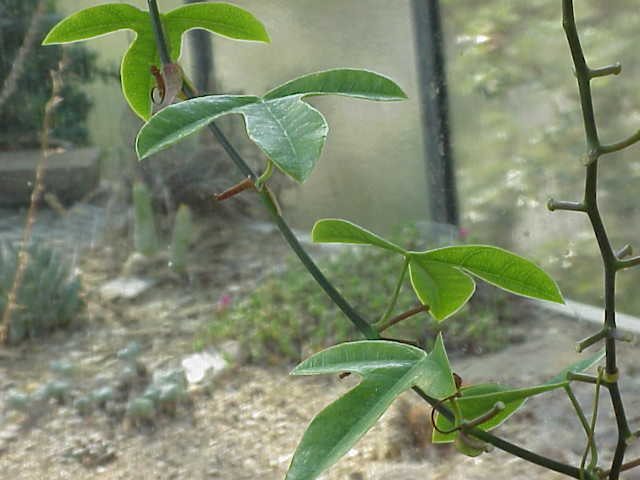

... · 
P. alata · 
P. aurantia · 
P. biflora · 
P. caerulea (Blauwe passiebloem) · 
P. citrina · 
P. coccinea · 
P. coriacea · 
P. edmundoi · 
P. edulis · 
P. edulis forma edulis · 
P. edulis forma flavicarpa · 
P. foetida · 
P. gibertii · 
P. herbertiana · 
P. incarnata · 
P. jorullensis · 
P. kermesina · 
P. laurifolia · 
P. ligularis · 
P. lindeniana · 
P. loefgrenii · 
P. lutea · 
P. morifolia · 
P. murucuja · 
P. organensis · 
P. picturata · 
P. punctata · 
P. quadrangularis · 
P. racemosa · 
P. rubra · 
P. serratifolia · 
P. suberosa · 
P. subpeltata · 
P. tarminiana · 
P. tulae · 
P. vitifolia · 
P. xishuangbannaensis · 
P. yucatanensis · 
...